# Rallyplaneten
Rallyplaneten var ett barnprogram som gick på TV4 1997. Programledare var David Hellenius och Sofia Eriksson (nu Wistam). Barn tävlade i olika hinderbanor. Det var mycket slajm och sumobrottardräkter med i tävlingarna.